# واسیل استوس
واسیل استوس (اوکراینی: Васи́ль Семе́нович Стус؛ ۶ ژانویهٔ ۱۹۳۸ – ۴ سپتامبر ۱۹۸۵) روزنامه‌نگار، شاعر، فعال حقوق بشر، مترجم، و نویسنده اهل اتحاد جماهیر شوروی سوسیالیستی بود.